# Comté de Washtenaw
Le comté de Washtenaw (en anglais : Washtenaw County) est un comté américain dans le sud-est de l'État du Michigan. Son siège est à Ann Arbor. Selon le recensement des États-Unis de 2010, sa population s'élève à 344 791 habitants.
Il est un centre important de recherche et d'études universitaires : l'université du Michigan et l'université de l'Est du Michigan se trouvent sur son territoire.

## Géographie
Le comté a une superficie de 1 871 km2, dont 1 839 km2 de terres.

### Comtés adjacents
- Comté de Livingston (nord)
- Comté d'Oakland (nord-est)
- Comté d'Ingham (nord-ouest)
- Comté de Wayne (est)
- Comté de Jackson (ouest)
- Comté de Monroe (sud-est)
- Comté de Lenawee (sud-ouest)